# Hans Klüppelberg

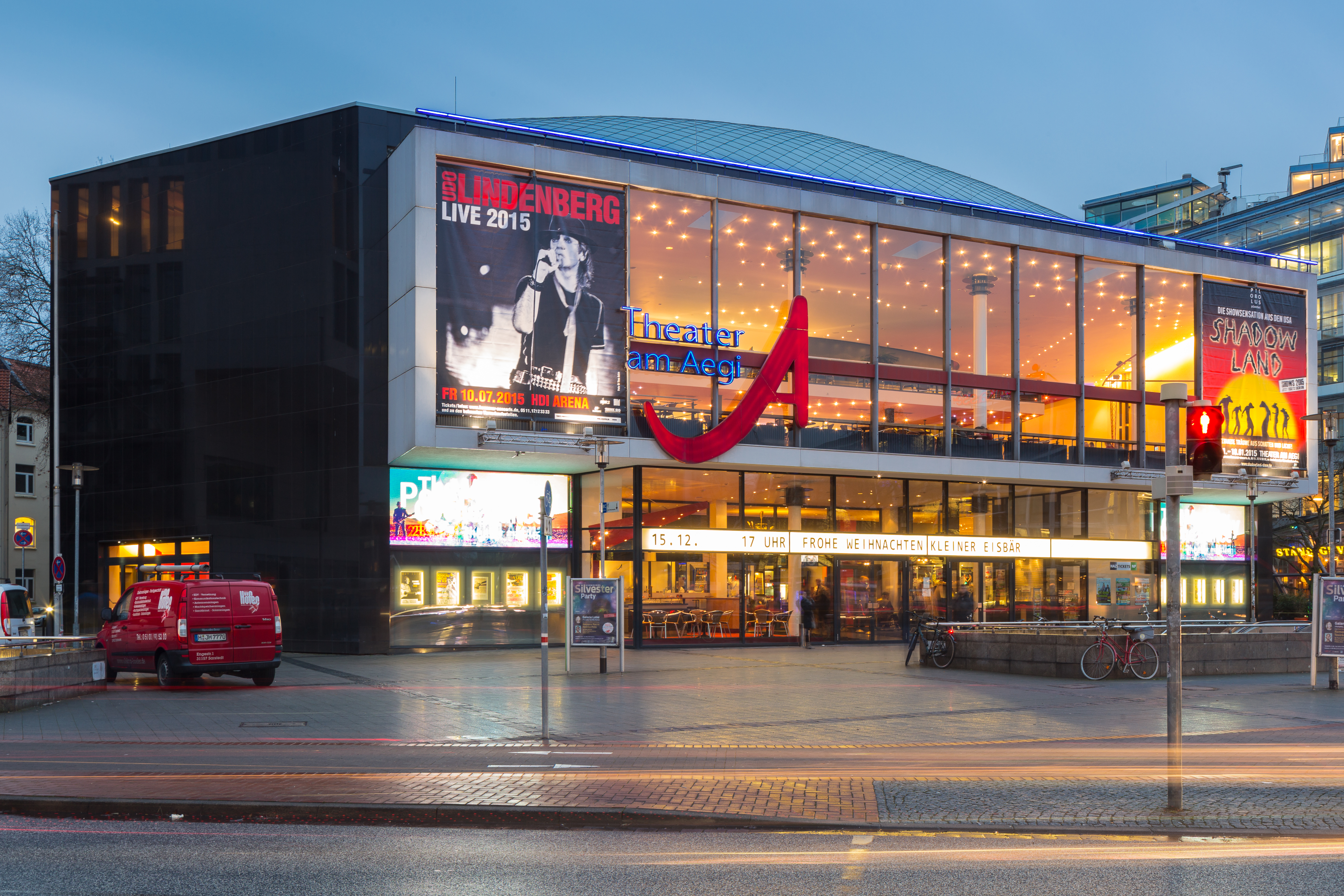
Theater am Aegi (1953)

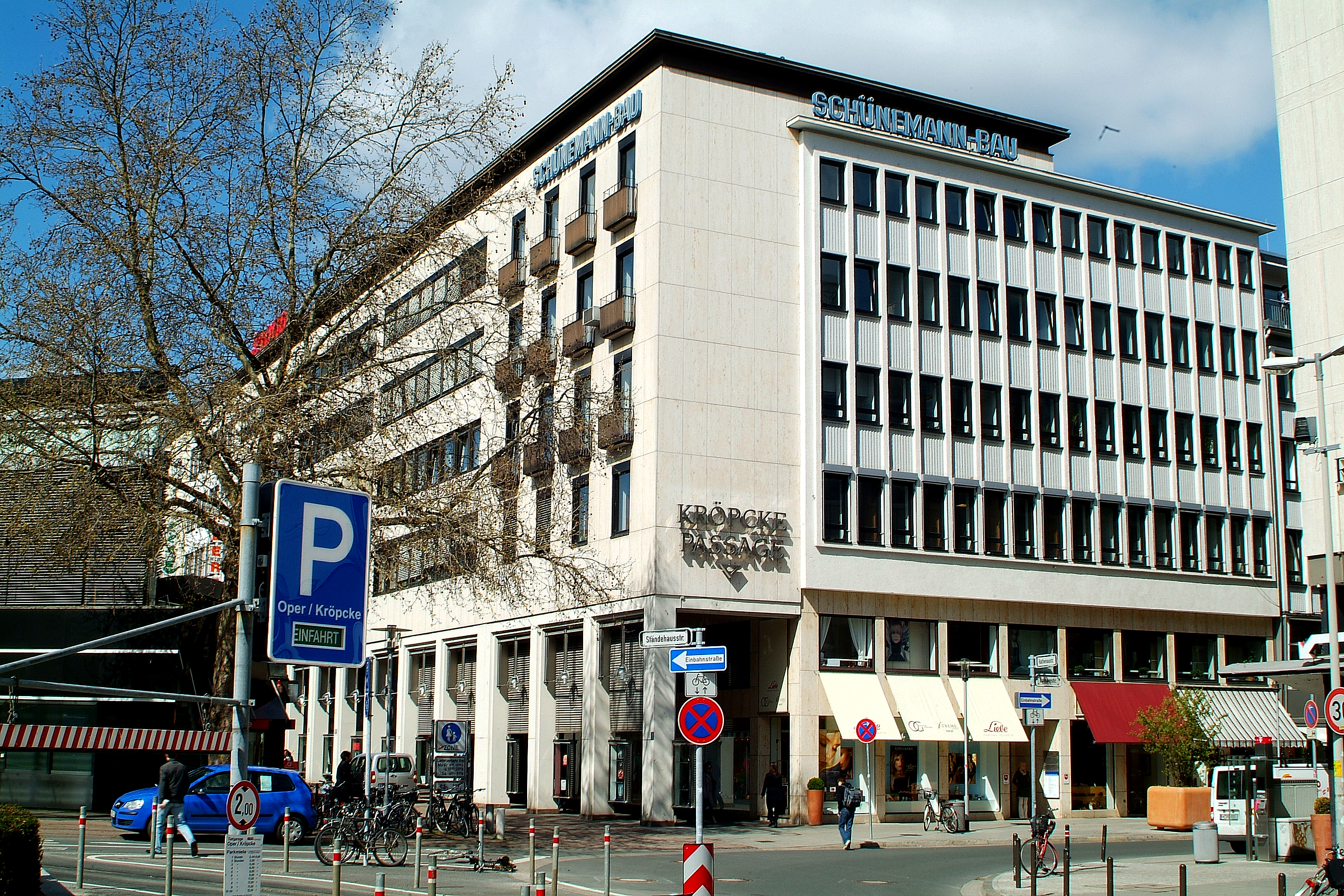
„Schünemann-Bau“ (1954)

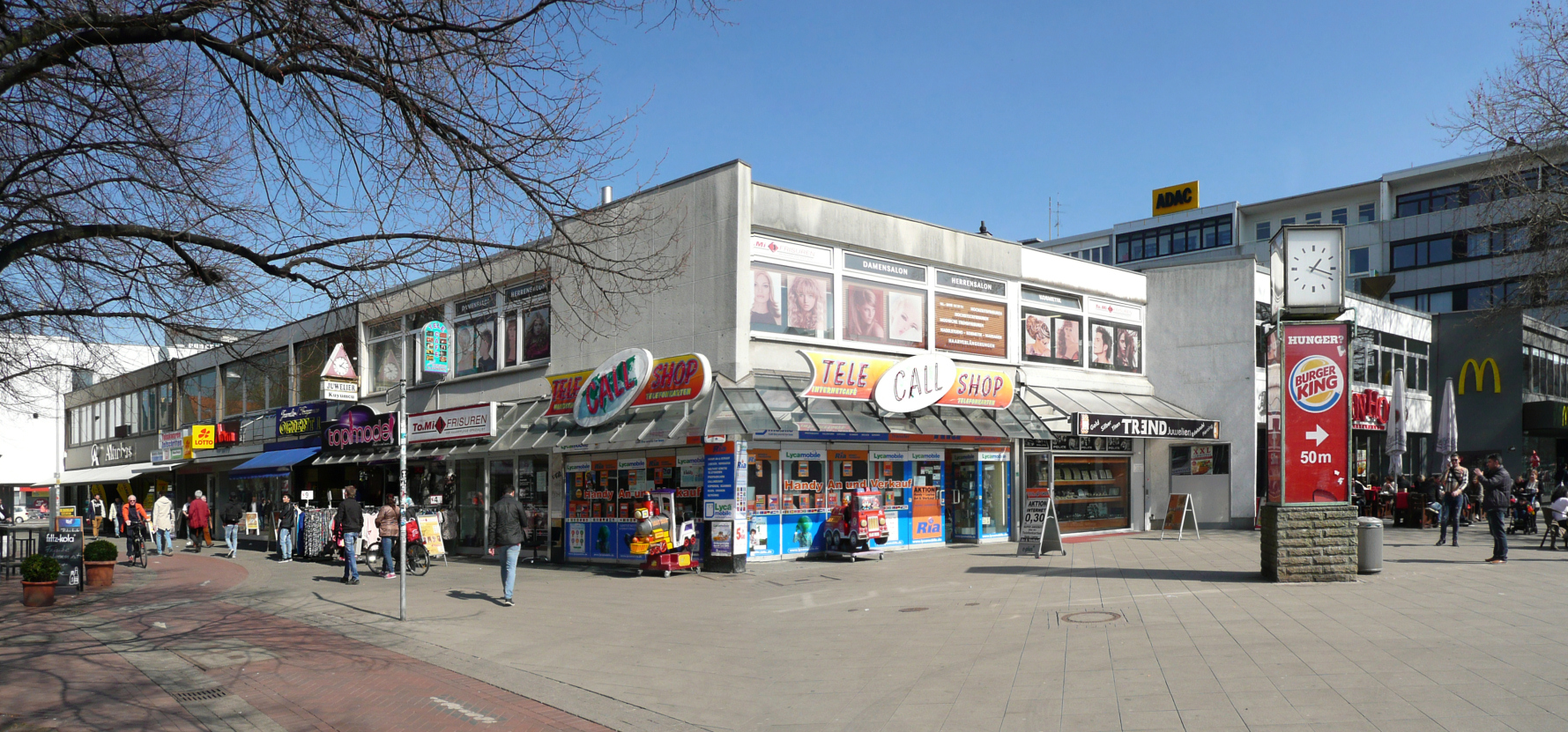
Steintorblock (1955)

Hans Klüppelberg (* 25. Mai 1904 in Moskau; † 31. Mai 1962 in Hannover) war ein deutscher Architekt.

## Leben
Hans Klüppelberg wurde 1904 noch zur Zarenzeit in Moskau geboren, wo sein Vater als Bauingenieur tätig war. 1910 zog die Familie zunächst nach Remscheid, 1912 dann nach Hannover. Dort besuchte Hans Klüppelberg bis zum Abitur im Jahr 1922 das Humboldt-Realgymnasium. Anschließend begann er eine kaufmännische Lehre, während der ein befreundeter Arzt jedoch Klüppelbergs Zeichentalent entdeckte und den Kontakt zu dem Architekten Adolf Falke herstellte, bei dem er Zeichnen lernte. In dieser Zeit entwickelte sich eine lebenslang andauernde väterliche Freundschaft zwischen den beiden Männern.
1924 begann Klüppelberg das Studium der Architektur an der Technischen Hochschule Hannover, an der er 1928 sein Staatsexamen ablegte. Einige Jahre arbeitete er in verschiedenen Architekturbüros, bis er sich 1934 selbständig machte. Ab 1936 entwarf er den Hermann-Löns-Park in Buchholz-Kleefeld.
Zu Beginn des Zweiten Weltkriegs wurde Hans Klüppelberg zum Dienst als Angestellter beim Heeresbauamt Hannover zwangsverpflichtet, konnte sich dieser Tätigkeit nach einer – erfolgreichen – Bewerbung bei der UFA-Filmgesellschaft in Babelsberg jedoch entziehen. Seitdem baute er für die deutsche Filmindustrie an verschiedenen Orten Hallen und Funktionsgebäude. In diesen Jahren nach der Machtergreifung durch die Nationalsozialisten übertrug Hans Klüppelberg seinem ehemaligen Mentor, dem mittlerweile mit Berufsverbot belegten Architekten Adolf Falke, heimlich verschiedene Planungsaufgaben.
Nach dem Krieg kehrte Hans Klüppelberg schon 1945 wieder nach Hannover zurück, wo er seine Tätigkeit als Freiberufler wiederaufnahm. Noch vor der Gründung der Bundesrepublik Deutschland wurde er am 9. Januar 1947 in den wiedergegründeten Bund Deutscher Architekten (BDA) aufgenommen.
Hans Klüppelberg wirkte auch als Mitglied im Sachverständigen-(Baupflege-)Beirat der Landeshauptstadt Hannover.

## Bauten
- 1936–1939: Hermann-Löns-Park (mit Wilhelm Hübotter)[2]⊙
- 1953: Theater am Aegi (mit Ernst Huhn und Gerd Lichtenhahn)[1] ⊙
- 1954: Schünemannbau am Kröpcke[1] ⊙
- 1954: Umbau und Erweiterung der Maschseegaststätte (mit Gerd Lichtenhahn)[3]
- 1955: Mehrfamilienwohnhäuser Riepestraße / Hildesheimer Straße (mit Gerd Lichtenhahn)[1] ⊙
- 1955: zweigeschossige Geschäftshäuser im Steintorblock (mit Gerd Lichtenhahn)[1] ⊙
- 1956: Ledigenwohnheim des Sozialwerks der Bauhandwerker[1] ⊙
- 1956: Geschäftshaus Jo Schmidt ⊙
- 1956: Verwaltungsgebäude für die Deutsche Philips GmbH (mit Gerd Lichtenhahn)[1] ⊙
- 1959: Seniorenheim[1] ⊙
- 1960: Einfamilienhaus am Ihmeufer (stark verändert)[4] ⊙